# Плотникова, Ирина Николаевна
Ирина Николаевна Плотникова (род. 23 августа 1954, Москва) — российская пианистка и музыкальный педагог. Заслуженная артистка Российской Федерации (2008).
Окончила Центральную музыкальную школу и Московскую консерваторию (1978, класс Рудольфа Керера). В 1977 году выиграла первый Сиднейский международный конкурс пианистов, благодаря чему получила возможность отправиться в концертный тур по Австралии и открыть сольным концертом следующий конкурс в 1981 г. В 1986 г. удостоена третьей премии на Международном конкурсе имени П. И. Чайковского. Выступала в России и других странах мира как солистка и в дуэте с мужем, пианистом Юрием Лисиченко. Записала Второй фортепианный концерт Ференца Листа. С 1990 г. преподаёт в Московской консерватории, с 1995 г. доцент, с 2007 г. — профессор кафедры специального фортепиано.